# 구로하마촌
구로하마촌(黒浜村)은 사이타마현의 동부 미나미사이타마군에 속했던 촌이다. 

## 역사
- 1871년 - 사이타마현에 소속되었다.
- 1879년 - 군구정촌 편제법 시행에 수반해, 미나미사이타마군에 소속되었다.
- 1889년 4월 1일 - 정촌제 시행에 의해 미나미사이타마군 구로하마촌이 성립하였다.
- 1954년 5월 3일 - 하스다정, 히라노촌과 합병해 하스다정이 되어 소멸하였다.

## 참고문헌
- 「角川日本地名大辞典」編纂委員会『角川日本地名大辞典 11 埼玉県』角川書店、1980年7月8日。ISBN 4040011104。